# معركة بئر أبي جدارية
معركة بئر أبي جدارية،  أو موقعة يوم بوجدارية هي معركة دارت بين المجاهدين الليبيّين وقوات الإيطالية الفاشية في منطقة (بئر أبي جدارية)، ويقع هذا الموقع أو المنطقة التي دارت بها هذه المعركة على بعد خمسين كيلو متر (50 ك) جنوب غرب أجدابيا في وسط ليبيا، بتاريخ يوم 6 أبريل من عام 1929 ميلادي، جاءت هذه المعركة بعد زحف القوات الإيطالية على مناطق اجدابيا والبريقة والعقيلة، في خطه للسيطرة وبسط نفوذه على تلك المناطق.والقضاء على المقاومة الموجوده بتلك المناطق انتهت المعركة بين المجاهدين الليبين والإيطاليين بخسائر من كلي الطرفين وانسحابهم وترتَّب عليها وقوع معركة غيزال فيما بعد.

## الأحداث
بعد العمليات العسكرية التي جرت في منطقة الخليج، ومناطق الوحات الوقعة شمالي خط عرض 29. تحول بعض المجاهدين إلى جبال الهاروج حيث رابطت هناك محلة من قبائل المغاربة والزوية والفواخر، تقدرها المصادر الايطالية بحوالي اربعمائة مسلح، واخذت تنظم صفوفها، وتعد العدة لمهاجمة المواقع الايطالية في المناطق المحتلة غربي ساحل الخليج الشرقي

## نتائج المعركة
قد قام هؤلاء المجاهدون في اواسط فبراير من عام 1929 بلانطلاق من قواعدهم في الهاروج، وتوزعوا في تشكيلتين صغيرتين وتشكيلة كبيرة. ودخلت التشكيلاتان الصيغرتان في معركة مع القوات الايطالية في (قارة صويد 5 مارس 1929) والثانية في النوفلية (14 مارس 1929). اما التشكيلة الكبيرة فقد قامت بمهاجمة طرق القوافل العسكرية الايطالية بين منطقة مرادة والعقيلة. وهاجمت فعلا بعض القوافل وفتكت بها. وقد قامت القوات الايطالية بالبحث عن هذه المجموعة، واستطاعت ان تحدد موقعها، بواسطة الطيران، قرب جبل صوفان، وحركوا قواتهم كعادتهم من مختلف الجهات، واخذت تجوب مناطق اجدابيا ووادي الفرج والعقيلة. حتى اصدمت بهذه التشكيلة يوم 6 أبريل 1929 ميلادي قرب بئر بوجدارية جنوبي بئر بريش.
تعترف المصادر الايطالية بان المعركة كانت عنيفة مريرة. وتدعي انه قتل من المجاهدين 160 وانها استولت على 138 بندقية و150 جملا وانتزعت علم المحلة  وتسكت هذه المصادر الايطالية عن ذكر خسائرها في هذه المعركة التي أبلو فيها المجاهدين الليبيين بلاء حسن، رغم عدم تكافؤ القوتين العسكريتين، 